# Phil Collins
Philip David Charles Collins LVO angleški bobnar, pevec, komponist, multiinštrumentalist, glasbeni producent in igralec, * 30. januar 1951, Chiswick, Middlesex, Anglija.
Collins, ki se je rodil in odraščal v zahodnem Londonu, je od petega leta igral bobne in končal dramsko šolo, ki mu je kot otroškemu igralcu pomagala zagotoviti različne vloge. Nato je začel z glasbeno kariero, pri skupini Genesis, kamor se je leta 1970 pridružil kot njihov bobnar in leta 1975 postal tudi glavni pevec po odhodu Petra Gabriela. Collins je začel solo kariero v osemdesetih letih, sprva po navdihu razpada svoje zakonske zveze in ljubezni do soul glasbe, kjer je izdal vrsto uspešnih albumov, med katerimi so Face Value (1981), No Jacket Required (1985) in ... But Seriously (1989) ). Collins je postal »eden najuspešnejših pop in odraslih sodobnih pevcev osemdesetih«. Postal je znan tudi po izrazitem gated reverb zvoku bobna na številnih svojih posnetkih. Leta 1996 je Collins zapustil Genesis in se osredotočil na samostojno delo; to je vključevalo pisanje pesmi za Disneyev Tarzan (1999), za katerega je prejel oskarja za najboljšo izvirno skladbo za »You'll Be in My Heart«. Ponovno se je pridružil Genesisu na turneji Turn It On Again leta 2007. Po petletni upokojitvi, da bi se osredotočil na družinsko življenje, je Collins leta 2016 izdal avtobiografijo in leta 2019 zaključil svojo turnejo Not Dead Yet.
Collinsova diskografija vključuje osem studijskih albumov, katerih 33,5 milijona kopij je bilo prodanih v ZDA in približno 150 milijonov po vsem svetu, kar ga uvršča med najbolj prodajane izvajalce na svetu. Je eden izmed samo treh glasbenih umetnikov, skupaj z Paulom McCartneyjem in Michaelom Jacksonom, ki so prodali več kot 100 milijonov plošč po vsem svetu, kot samostojni izvajalci in ločeno kot glavni člani skupine. Prejel je osem grammyjev, šest brit nagrad (trikrat je prejel nagrado za najboljšega britanskega moškega izvajalca), dve nagradi zlati globus, enega oskarja in nagrado Disney Legend. Z Britanske akademije komponistov, skladateljev in avtorjev je prejel šest nagrad Ivor Novello, vključno z Mednarodno nagrado za dosežke. Prejel je tudi zvezdico na hollywoodski aleji slavnih leta 1999, leta 2003 pa so ga vključili v hram slavnih komponistov in v hram slavnih rokenrola kot člana Genesisa leta 2010. Prepoznale so ga tudi glasbene publikacije z vključitvijo v dvorano slavnih Modern Drummerja leta 2012 in v dvorano slavnih klasičnih bobnarjev leta 2013.
Med letoma 1982 in 1990 je Collins v svoji solo karieri zbral tri britanske in sedem ameriških prvouvrščenih singlov. Ko seštejemo njegovo sodelovanje z Genesisom, njegovo delo z drugimi umetniki, pa tudi njegovo solo kariero, je imel v osemdesetih letih več ameriških Top 40 singlov kot kateri koli drugi umetnik. Njegovi najuspešnejši singli iz obdobja vključujejo pesmi »In the Air Tonight«, »Against All Odds (Take a Look at Me Now)«, »One more Night«, »Sussudio«, »Two Hearts«, »A Groovy Kind of Love« (igrano v filmu Buster), »I Wish It Would Rain Down« in »Another Day in Paradise«.